# Санлукар де Гуадиана
Санлукар де Гуадиана (на испански: Sanlúcar de Guadiana) е населено място и община в Испания. Намира се в провинция Уелва, в състава на автономната област Андалусия. Общината влиза в състава на района (комарка) Андевало. Заема площ от 49 km². Населението му е 408 души (по преброяване от 2010 г.). Разстоянието до административния център на провинцията е 55 km.

## Демография
| 1996 | 1998 | 1999 | 2000 | 2001 | 2002 | 2003 | 2004 | 2005 | 2006 |
| ---- | ---- | ---- | ---- | ---- | ---- | ---- | ---- | ---- | ---- |
| 660  | 648  | 653  | 647  | 668  | 671  | 629  | 627  | 626  |      |